# Víctor Iván Vargas Galarza
Víctor Iván Vargas Galarza (* 14. Dezember 1968 in Cochabamba, Bolivien) ist ein bolivianischer römisch-katholischer Geistlicher und Weihbischof in Cochabamba.

## Leben
Vargas Galarza empfing am 10. Mai 1997 durch den Erzbischof René Fernández Apaza die Priesterweihe für das Erzbistum Cochabamba. 2007 erlangte er das Lizenziat in Liturgiewissenschaften an der Theologischen Fakultät von Katalonien in Barcelona. Er war als Seelsorger in verschiedenen Pfarreien seiner Heimatdiözese und in der Priesterausbildung tätig sowie Mitglied der diözesanen Liturgiekommission. Vor der Ernennung zum Weihbischof war er zuletzt Pfarrer von St. Ildefonso in Quillacollo und Rektor des diözesanen Marienheiligtums Vírgen María de Urkupiña.
Papst Franziskus ernannte ihn am 24. Juni 2021 zum Titularbischof von Bladia und zum Weihbischof in Cochabamba. Der Erzbischof von Cochabamba, Oscar Omar Aparicio Céspedes, spendete ihm am 8. September desselben Jahres die Bischofsweihe. Mitkonsekratoren waren der emeritierte Prälat von Corocoro, Toribio Kardinal Ticona Porco, der emeritierte Erzbischof von Cochabamba, Tito Solari Capellari SDB, der Apostolische Nuntius in Bolivien, Erzbischof Angelo Accattino, sowie Weihbischof Juan Gómez aus Cochabamba.

## Einzelnachweis
1. ↑  Nomina di Vescovo Ausiliare dell’Arcidiocesi Metropolitana di Cochabamba (Bolivia). In: Tägliches Bulletin. Presseamt des Heiligen Stuhls, 24. Juni 2021, abgerufen am 24. Juni 2021 (italienisch).

| Personendaten    | Personendaten                                                                 |
| ---------------- | ----------------------------------------------------------------------------- |
| NAME             | Vargas Galarza, Víctor Iván                                                   |
| KURZBESCHREIBUNG | bolivianischer römisch-katholischer Geistlicher und Weihbischof in Cochabamba |
| GEBURTSDATUM     | 14. Dezember 1968                                                             |
| GEBURTSORT       | Cochabamba, Bolivien                                                          |